# SRC14
SRC14（エスアールシー・フォーティーン）は、日本の総合格闘技団体「SRC」の大会の一つ。2010年8月22日、両国国技館で開催された。

## 大会概要
メインイベントではSRCミドル級チャンピオンシップが行なわれ、王者ジョルジ・サンチアゴが挑戦者三崎和雄にTKO勝ちを収め、2度目の王座防衛に成功した。
SRCウェルター級グランプリシリーズ2010の1回戦Bゾーン2試合が行なわれ、Yasubei榎本、奥野"轟天"泰舗が準決勝進出を決めた。
SRCバンタム級ASIAトーナメント2010の2回戦4試合が行なわれ、ソ・ジェヒョン、高橋渉、佐藤将光、石渡伸太郎が準々決勝進出を決めた。

## 試合結果
第1試合 バンタム級ASIAトーナメント2010 2回戦 5分2R
○  ソ・ジェヒョン vs.  西村広和 ×
2R終了 判定3-0
※ソがトーナメント準々決勝進出。
第2試合 バンタム級ASIAトーナメント2010 2回戦 5分2R
○  高橋渉 vs.  曹竜也 ×
2R 4:34 チョークスリーパー
※高橋がトーナメント準々決勝進出。
第3試合 バンタム級ASIAトーナメント2010 2回戦 5分2R
○  佐藤将光 vs.  江泉卓哉 ×
2R 1:38 TKO（ドクターストップ：鼻の負傷）
※佐藤がトーナメント準々決勝進出。
第4試合 バンタム級ASIAトーナメント2010 2回戦 5分2R
○  石渡伸太郎 vs.  イ・ギルウ ×
1R 2:20 フロントチョーク
※石渡がトーナメント準々決勝進出。
第5試合 ウェルター級グランプリシリーズ2010 リザーブマッチ 5分3R
○  佐藤拓也 vs.  宮澤元樹 ×
3R終了 判定3-0（29-28、30-28、30-28）
第6試合 ウェルター級グランプリシリーズ2010 1回戦 Bゾーン 5分3R
○  Yasubei榎本 vs.  高木健太 ×
2R 0:53 チョークスリーパー
※榎本がグランプリシリーズ準決勝進出。
第7試合 ウェルター級グランプリシリーズ2010 1回戦 Bゾーン 5分3R
○  奥野"轟天"泰舗 vs.  ニック・トンプソン ×
3R 0:27 KO（左フック）
※奥野がグランプリシリーズ準決勝進出。
第8試合 ライト級ワンマッチ 5分3R
○  レオ・サントス vs.  山田崇太郎 ×
1R 3:56 失格（ローブローによるレッドカード3枚）
第9試合 フェザー級ワンマッチ 5分3R
○  日沖発 vs.  ジェフ・ローソン ×
1R 2:09 三角絞め
第10試合 ライト級ワンマッチ 5分3R
○  ジャダンバ・ナラントンガラグ vs.  郷野聡寛 ×
3R終了 判定3-0（30-28、30-29、30-28）
第11試合 SRCミドル級チャンピオンシップ 5分5R
○  ジョルジ・サンチアゴ vs.  三崎和雄 ×
5R 4:31 TKO（タオル投入：マウントパンチ）
※サンチアゴが王座の2度目の防衛に成功。